# Stazione di Maglie
Stazione di Maglie vasútállomás Olaszországban, Puglia régióban, Maglie településen.

## Vasútvonalak
Az állomást az alábbi vasútvonalak érintik:
- Maglie–Gagliano del Capo-vasútvonal
- Maglie–Otranto-vasútvonal

## Kapcsolódó állomások
A vasútállomáshoz az alábbi állomások vannak a legközelebb: 
- Stazione di Melpignano
- Stazione di Muro Leccese
- Bagnolo del Salento railway station